# Liste der Einträge im National Register of Historic Places im Lafayette County (Missouri)

Lage des Lafayette County in Missouri

Die Liste der Einträge im National Register of Historic Places im Lafayette County in Missouri führt die Bauwerke und historischen Stätten im Lafayette County auf, die in das National Register of Historic Places aufgenommen wurden.

## Legende
| NRHP | Historic Place    |
| HD   | Historic District |

## Aktuelle Einträge
| [ 3 ] | Name                                                     | Bild                                     | Eintragsdatum        | Lage | Ort          | Beschreibung |
| ----- | -------------------------------------------------------- | ---------------------------------------- | -------------------- | --- | ------------ | ------------ |
| 1     | Anderson House and Lexington Battlefield                 | Anderson House and Lexington Battlefield | 1969 ID-Nr. 69000110 | Abgegrenzt durch 10th Street, 15th Street, Utah Street und Wood Street sowie die Eisenbahngleise 39° 11′ 34″ N, 93° 52′ 46″ W | Lexington    |              |
| 2     | Napoleon Buck House                                      |                                          | 1997 ID-Nr. 97001431 | Südlich der Kreuzung von US 24 und MO 273 39° 11′ 49″ N, 93° 32′ 9″ W                                                         | Waverly      |              |
| 3     | Minatree Catron House                                    |                                          | 1997 ID-Nr. 97001432 | Westlich der Kreuzung von US 24 und MO 110 39° 10′ 49″ N, 93° 47′ 55″ W                                                       | Lexington    |              |
| 4     | John E. Cheatham House                                   |                                          | 1993 ID-Nr. 93000550 | 739 MO 13 39° 10′ 21″ N, 93° 52′ 45″ W                                                                                        | Lexington    |              |
| 5     | Chicago and Alton Railroad Depot at Higginsville         |                                          | 1987 ID-Nr. 87000451 | 2109 Main Street 39° 4′ 23″ N, 93° 43′ 42″ W                                                                                  | Higginsville |              |
| 6     | Commercial Community Historic District                   |                                          | 1983 ID-Nr. 83001025 | Abgegrenzt durch 8th Street, 13th Street, South Street, Broadway und Main Street 39° 11′ 9″ N, 93° 52′ 52″ W                  | Lexington    |              |
| 7     | Confederate Chapel, Cemetery and Cottage                 |                                          | 1981 ID-Nr. 81000335 | Nördlich von Higginsville 39° 5′ 54″ N, 93° 43′ 45″ W                                                                         | Higginsville |              |
| 8     | Cumberland Presbyterian Church                           | Cumberland Presbyterian Church           | 1978 ID-Nr. 78001665 | 112 South 13th Street 39° 11′ 6″ N, 93° 52′ 45″ W                                                                             | Lexington    |              |
| 9     | James M. Dinwiddie House                                 |                                          | 1997 ID-Nr. 97001430 | Östlich der Kreuzung von US 24 und MO 184 39° 11′ 32″ N, 93° 42′ 6″ W                                                         | Dover        |              |
| 10    | Theodore Gosewisch House                                 | Theodore Gosewisch House                 | 1997 ID-Nr. 97001433 | Westlich der Kreuzung von MO 13 und Marshall School Road 39° 9′ 28″ N, 93° 53′ 30″ W                                          | Lexington    |              |
| 11    | Alexander and Elizabeth Aull Graves House                |                                          | 1993 ID-Nr. 93000552 | 2326 Aull Lane 39° 10′ 32″ N, 93° 51′ 56″ W                                                                                   | Lexington    |              |
| 12    | Hicklin Hearthstone                                      |                                          | 1982 ID-Nr. 82000585 | Östlich von Lexington am US 24 39° 11′ 10″ N, 93° 49′ 44″ W                                                                   | Lexington    |              |
| 13    | Hicklin School                                           |                                          | 2004 ID-Nr. 04000088 | MO 24 39° 11′ 5″ N, 93° 49′ 29″ W                                                                                             | Lexington    |              |
| 14    | Highland Avenue Historic District                        | Highland Avenue Historic District        | 1983 ID-Nr. 83001026 | Highland Avenue zwischen Rock Street und Bluff Street 39° 11′ 4″ N, 93° 52′ 30″ W                                             | Lexington    |              |
| 15    | House at 1413 Lafayette St.                              |                                          | 1999 ID-Nr. 99000379 | 1413 Lafayette Street 39° 11′ 13″ N, 93° 52′ 39″ W                                                                            | Lexington    |              |
| 16    | Houx-Hoefer-Rehkop House                                 |                                          | 1983 ID-Nr. 83001027 | 1900 Walnut Street 39° 4′ 33″ N, 93° 43′ 7″ W                                                                                 | Higginsville |              |
| 17    | David John House                                         |                                          | 1993 ID-Nr. 93000553 | 103 South 23rd Street 39° 11′ 6″ N, 93° 51′ 23″ W                                                                             | Lexington    |              |
| 18    | George Johnson House                                     |                                          | 1993 ID-Nr. 93000554 | 102 South 30th Street 39° 11′ 7″ N, 93° 51′ 16″ W                                                                             | Lexington    |              |
| 19    | Lafayette County Courthouse                              | Lafayette County Courthouse              | 1970 ID-Nr. 70000339 | Public Square 39° 11′ 6″ N, 93° 52′ 49″ W                                                                                     | Lexington    |              |
| 20    | Linwood Lawn                                             |                                          | 1973 ID-Nr. 73001044 | Südöstlich von Lexington abseits des US 24 39° 9′ 55″ N, 93° 50′ 54″ W                                                        | Lexington    |              |
| 21    | Odessa Ice Cream Company Building                        | Odessa Ice Cream Company Building        | 1996 ID-Nr. 96001065 | 101 West Dryden Street 38° 59′ 36″ N, 93° 57′ 15″ W                                                                           | Odessa       |              |
| 22    | Old Neighborhoods Historic District                      | Old Neighborhoods Historic District      | 1983 ID-Nr. 83001028 | Abgegrenzt durch 13th Street, 22nd Street, South Street, Forest Avenue und Washington Avenue 39° 11′ 8″ N, 93° 52′ 28″ W      | Lexington    |              |
| 23    | William P. Robinson House                                |                                          | 1997 ID-Nr. 97001428 | Südöstlich der Kreuzung von MO 107 und MO 112 39° 9′ 41″ N, 93° 50′ 24″ W                                                     | Lexington    |              |
| 24    | Thomas Shelby House                                      |                                          | 1997 ID-Nr. 97001429 | Östlich der Kreuzung von US 24 und MO 111 39° 10′ 47″ N, 93° 47′ 9″ W                                                         | Lexington    |              |
| 25    | Spratt-Allen-Aull House                                  |                                          | 1993 ID-Nr. 93000555 | 2321 Aull Lane 39° 10′ 30″ N, 93° 51′ 57″ W                                                                                   | Lexington    |              |
| 26    | Thomas Talbot and Rebecca Walton Smithers Stramcke House |                                          | 1999 ID-Nr. 99001208 | 15834 Highway O 39° 8′ 24″ N, 93° 52′ 57″ W                                                                                   | Lexington    |              |
| 27    | D. W. B. and Julia Waddell Tevis House                   |                                          | 1993 ID-Nr. 93000556 | 505 South 13th Street 39° 10′ 43″ N, 93° 52′ 43″ W                                                                            | Lexington    |              |
| 28    | Waddell House                                            | Waddell House                            | 1979 ID-Nr. 79001378 | 1704 South Street 39° 11′ 2″ N, 93° 52′ 29″ W                                                                                 | Lexington    |              |
| 29    | Wentworth Military Academy                               | Wentworth Military Academy               | 1980 ID-Nr. 80002373 | Washington Avenue Ecke 18th Street 39° 11′ 14″ N, 93° 52′ 22″ W                                                               | Lexington    |              |

## Frühere Einträge
| [ 3 ] | Name                  | Bild | Eintragsdatum        | Lage                                              | Ort       | Beschreibung                     |
| ----- | --------------------- | ---- | -------------------- | ------------------------------------------------- | --------- | -------------------------------- |
| 1     | John F. Eneberg House |      | 1993 ID-Nr. 93000551 | 157 North 10th Street 39° 11′ 13″ N, 93° 53′ 0″ W | Lexington | 2003 aus dem Register gestrichen |